# مطار ويندهوك الدولي
مطار ويندهوك الدولي أو مطار هوسيا كوتاكو ويندهوك الدولي وكان يسمّى سابقاً جي جي ستريجدوم، (إياتا : WDH ؛ إيكاو : FYWH)، هو مطار عام دولي يخدم العاصمة ويندهوك في ناميبيا منذ استقلالها سنة 1990م، بعد أن كان يخدم جنوب غرب إفريقيا.

يقع المطار على بعد 42 كم من العاصمة ويندهوك.

## شركات الطيران والوجهات

### الركاب
| شركـات طيـران            | الوجهات                                     |
| ------------------------ | ------------------------------------------- |
| إير لينك                 | مطار كيب تاون، مطار أوليفر ريجنالد تامبو    |
| الخطوط الجوية الإثيوبية  | مطار أديس أبابا بولي الدولي                 |
| Eurowings Discover       | مطار فرانكفورت1 موسمي: مطار شلالات فيكتوريا |
| FlyNamibia               | مطار كيب تاون                               |
| FlyNamibia Safari        | سوسوسفلي                                    |
| الخطوط الجوية القطرية    | مطار حمد الدولي                             |
| خطوط جنوب إفريقيا الجوية | مطار أوليفر ريجنالد تامبو                   |
| الخطوط الجوية الأنغولية  | مطار كواترو دي فيفيريرو، Lubango            |

^1 تتوقف بعض رحلات Eurowings Discover بين ويندهوك وشلالات فيكتوريا. تتمتع شركة الطيران بحقوق نقل الركاب بين ويندهوك وشلالات فيكتوريا.

### الشحن
| شركـات طيـران         | الوجهات                   |
| --------------------- | ------------------------- |
| Airlink Cargo         | مطار أوليفر ريجنالد تامبو |
| BidAir Cargo          | مطار أوليفر ريجنالد تامبو |
| لوفتهانزا للشحن       | مطار فرانكفورت            |
| الخطوط الجوية القطرية | مطار حمد الدولي           |

## الحوادث
- 20 أبريل 1968 : الرحلة رقم 228 التابعة لخطوط جنوب أفريقيا الجوية تحطمت بعيد إقلاعها من مطار ويندهوك، وكانت الطائرة قد توقفت في المطار خلال رحلتها بين جوهانسبرغ ولندن. في ذلك الوقت لم يكن الطياران يعلمان أن قوة المحركات كانت منخفضة جدا وأن البوينغ 707 كانت تخسر ارتفاعها تدريجيا. ووقع جراء هذا الحادث 123 قتيل من جملة 128 مسافر.

## روابط خارجية
- الموقع الرسمي للمطار